# 黃聚
黃聚（1451年—？），字朝會，廣西梧州府藤縣人，民籍，明朝政治人物。

## 生平
廣西鄉試第二名舉人。弘治三年（1490年）中式庚戌科會試第一百八十七名，三甲第一百七十四名進士。

## 家族
曾祖黃榮顯；祖父黃輝；父黃嗣，母張氏。永感下。